# Robert Ljudwigowitsch Bartini

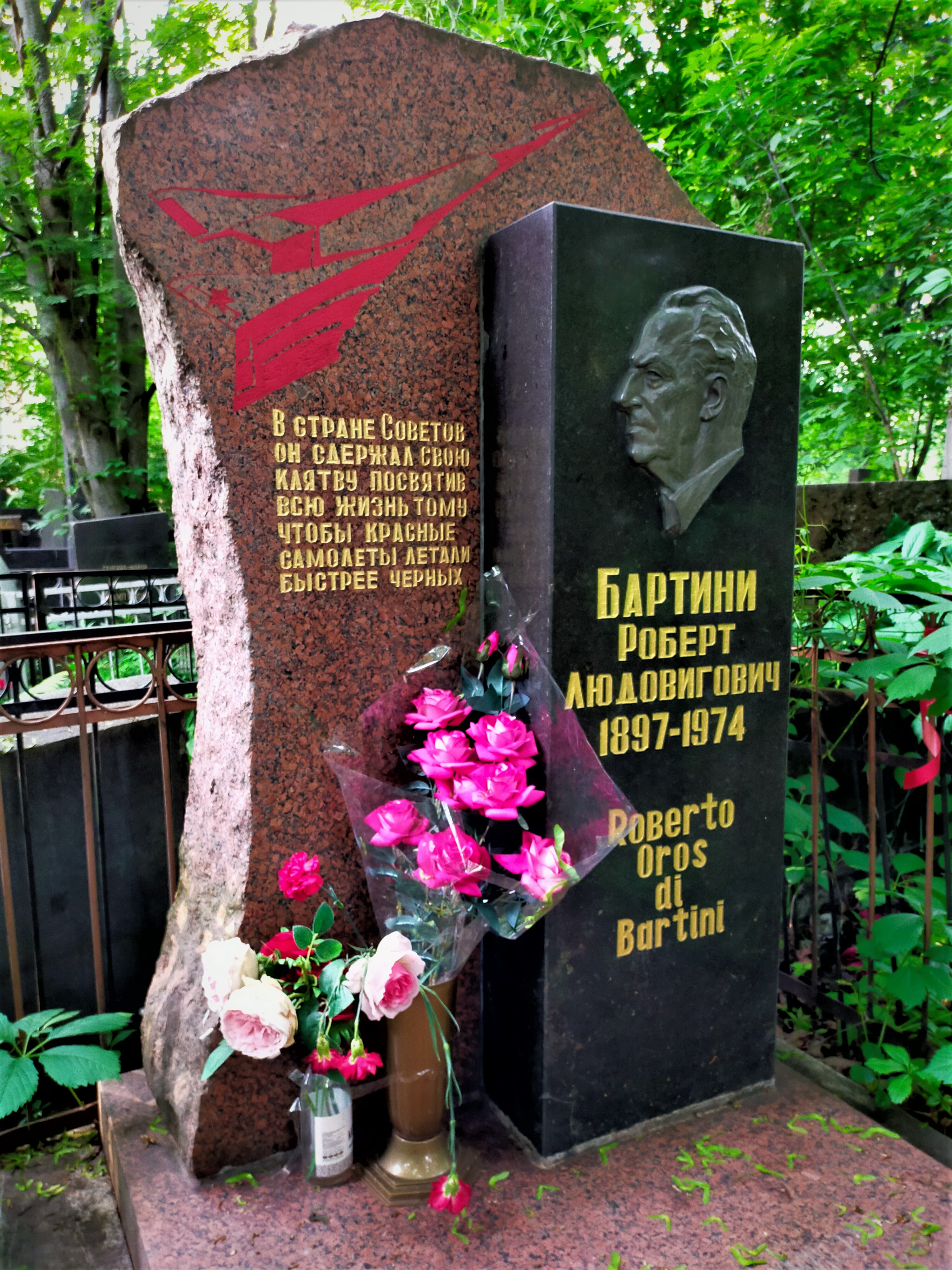
Bartinis Grab auf dem Wwedenskoje-Friedhof

Robert Ljudwigowitsch Bartini (russisch Роберт Людвигович Бартини; ursprünglich Roberto Oros di Bartini) (* 14. Mai 1897 in Fiume, Österreich-Ungarn; † 6. Dezember 1974 in Moskau) war ein sowjetischer Flugzeugkonstrukteur italienischer Abstammung.

## Leben
Bartinis nicht näher bekannte Mutter starb kurze Zeit nach seiner Geburt und das Kind wurde von seiner Verwandtschaft zu einer Bauernfamilie in Pflege gegeben. Im Alter von drei Jahren wurde es vom Vizegouverneur der Stadt Fiume, dem Baron Lodovico Oros di Bartini, und seiner Frau als Adoptivsohn angenommen. Ab 1912 begann er sich nach den von Chariton Slaworossow in Rijeka durchgeführten Flugvorführungen für die Luftfahrt zu interessieren. Während des Besuchs einer Militärschule kam Bartini im Ersten Weltkrieg als Offiziersanwärter der österreichisch-ungarischen Armee an die Ostfront, wo der 19-jährige im Juni 1916 während einer russischen Offensive in Gefangenschaft geriet und in einem Lager bei Chabarowsk interniert wurde. 1920 kehrte Bartini aus der Gefangenschaft entlassen in seine Heimat zurück und ging im darauffolgenden Jahr nach Rom, um eine Flugschule zu besuchen. Während seines Lageraufenthalts war Bartini mit dem bolschewistischen Gedankengut in Kontakt gekommen und während seines Aufenthalts in der italienischen Hauptstadt trat er als Folge davon 1921 der kommunistischen Partei Italiens (PCI) bei. 1922 wechselte er nach Mailand und begann am dortigen Polytechnikum ein Studium für Flugzeugbau, das er nach Mussolinis Marsch auf Rom im Oktober gleichen Jahres wieder abbrechen musste.
Nachdem die Faschisten 1923 in Italien die Macht übernommen hatten, floh er auf Beschluss der PCI in die Sowjetunion, wo er seinen Namen in Robert Ljudwigowitsch Bartini änderte und im September die sowjetische Staatsbürgerschaft annahm. Anfangs erhielt Bartini eine Beschäftigung am Moskauer Flughafen, wechselte aber auf Anweisung des Chefs des Forschungsinstituts der Luftstreitkräfte Gorschkow am 10. Oktober in dessen technische Abteilung, wo er für die Einführung des Jagdflugzeugs IL-400B bei der Truppe verantwortlich zeichnete. Als Nächstes begleitete er die Produktion des in Fili gebauten deutschen Bombenflugzeugs JuG-1, wofür er zum Hauptingenieur befördert wurde. Er beschäftigte sich ab 1928 mit dem Entwurf des unter der Leitung von Dmitri Grigorowitsch in der Abteilung OPO-3 entwickelten Flugboots ROM-1, bei dessen Erprobung Bartini mit Sergei Iljuschin zusammentraf, der zu dieser Zeit im wissenschaftlich-technischen Komitee der Luftstreitkräfte tätig war und ihn für die Vorbereitungen des vorgesehenen Langstreckenflugs der ANT-4 Strana Sowjetow von Moskau nach New York beauftragte. Nach dessen erfolgreicher Durchführung kehrte Bartini in die OPO-3 zurück und entwickelte 1929 das Doppelrumpf-Aufklärungsflugboot ANT-22. 1930 wurde er zum Chefkonstrukteur der OPO-3 ernannt, aber nach heftiger Kritik bei deren Übernahme von einer anderen Abteilung im gleichen Jahr von seinen Aufgaben als Konstrukteur von Militärflugzeugen entbunden.
Bartini wechselte anschließend zum Forschungsinstitut der Zivilluftflotte, wo er auf Intervention von Pjotr Baranow eine Anstellung als Chefkonstrukteur im Werk Nr. 240 in Nowosibirsk erhielt. Dort entstand 1933 das für hohe Geschwindigkeiten ausgelegte Experimentalflugzeug Stal-6, das 420 km/h erreichte. Im folgenden Jahr entstand das Flugboot DAR. Als Konkurrenzentwurf zum Verkehrsflugzeug PS-35 entwarf Bartini 1937 mit seinem Konstruktionsteam das Ganzmetall-Passagierflugzeug Stal-7, welches am 28. August 1939 einen Weltrekord über eine Strecke von 5000 Kilometern mit einer Durchschnittsgeschwindigkeit von 405 km/h erflog und später als Basis für den Bau des Langstreckenbombers Jer-2 diente.
An der Konstruktion des Bombers war Bartini persönlich nicht mehr beteiligt, denn er wurde am 14. Januar 1938 noch vor dem Rekord der Stal-7 verhaftet und mit dem Vorwurf der Spionage für das faschistische Italien zu zehn Jahren Arbeitslager verurteilt. Im Anschluss wurde er in ein Straflager des NKWD verbracht, nach dem Rekordflug der Stal-7 im darauffolgenden Jahr aber dem Sonderkonstruktionsbüro 29 des NKWD zugeteilt, in dem auch andere inhaftierte Konstrukteure wie Andrei Tupolew, Wladimir Petljakow und Dmitri Tomaschewitsch arbeiteten. Dort war Bartini anfangs in Tupolews Konstruktionsgruppe an der Entwicklung der Tu-2 beteiligt, wechselte aber aufgrund von Meinungsverschiedenheiten mit Tupolew in die Gruppe Tomaschewitsch', wo die I-110 entstand. Weiterhin entwarf er Studien von Flugzeugen mit Pfeilflügeln und Transportflugzeugen. 1947 wurde Bartini entlassen; seine Rehabilitierung von allen Anschuldigungen erfolgte aber erst 1956 drei Jahre nach Stalins Tod. 
Zwischenzeitlich, ab 1944, hatte Bartini an der Bartini T-117 gearbeitet, deren Prototyp es bis 1948 zur fertigen Zelle schaffte, jedoch mangels verfügbarer Motoren niemals zum Fliegen kam. Danach arbeitete er wieder an der Entwicklung neuer Flugzeugtypen, zunächst im Entwicklungsbüro (OKB-86) von Georgi Berijew in Taganrog. 1952 kam er abermals nach Nowosibirsk, wo er eine Abteilung im Forschungsinstitut der Luftfahrt übernahm. Dort entstand das Projekt des Überschallbombenflugzeugs T-203, das nach Bartinis Wechsel 1956 ins OKB-256 von Pawel Zybin als A-57 weiterverfolgt, aber nicht verwirklicht wurde. Zybins Entwicklungsbüro wurde 1959 geschlossen und Bartini kehrte nach Taganrog zu Berijew zurück, wo als letzter Höhepunkt seines Schaffens das große Amphibium WWA-14 entstand, das 1972 erstmals flog. Bartini war wegen seiner unkonventionellen Ideen und Entscheidungen als Außerirdischer bezeichnet worden, weil sie „nicht von dieser Welt“ stammten.
Bartini war Präsidiumsmitglied des Allunionsrat für Aerodynamik, in dessen Funktion er besonders zwischen 1932 und 1935 zahlreiche Schriften zu technischen Themen, aber auch über die Grundlagen der Physik und über Elementarteilchen, verfasste. Zahlreiche seiner handschriftlichen Aufzeichnungen sind auf seinen testamentarischen Wunsch hin bis jetzt unveröffentlicht. Nach seinem Tod wurde Bartini auf dem Wwedenskoje-Friedhof beigesetzt.